# Jerzy Rudlicki
Jerzy Stanisław Rudlicki (ur. 2 marca?/14 marca 1893 w Odessie, zm. 18 sierpnia 1977 w Fort Lauderdale na Florydzie) – polski pilot, kapitan Wojska Polskiego, inżynier i konstruktor lotniczy.

## Życiorys

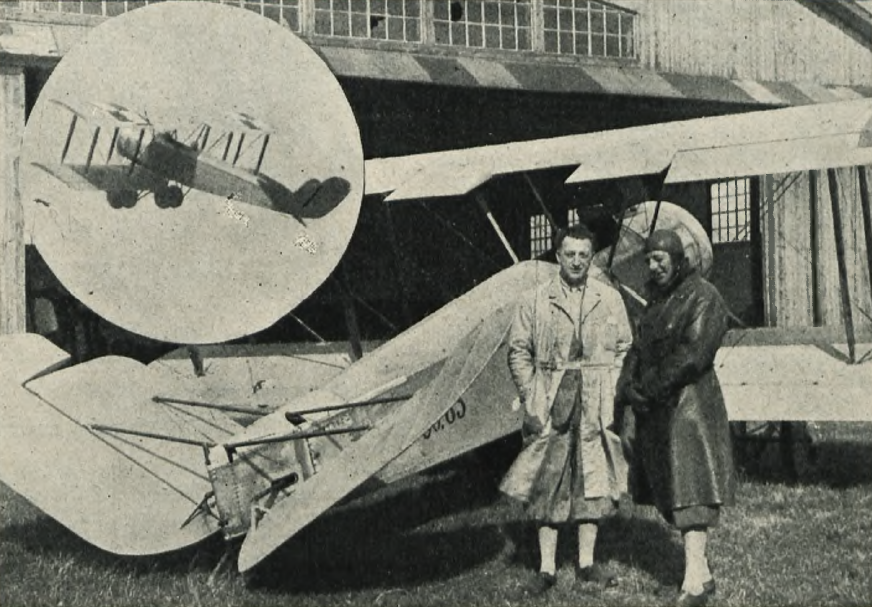
Hanriot H-28 z usterzeniem motylkowym. Po lewej konstruktor inż. Jerzy Rudlicki, po prawej pilot Władysław Szulczewski

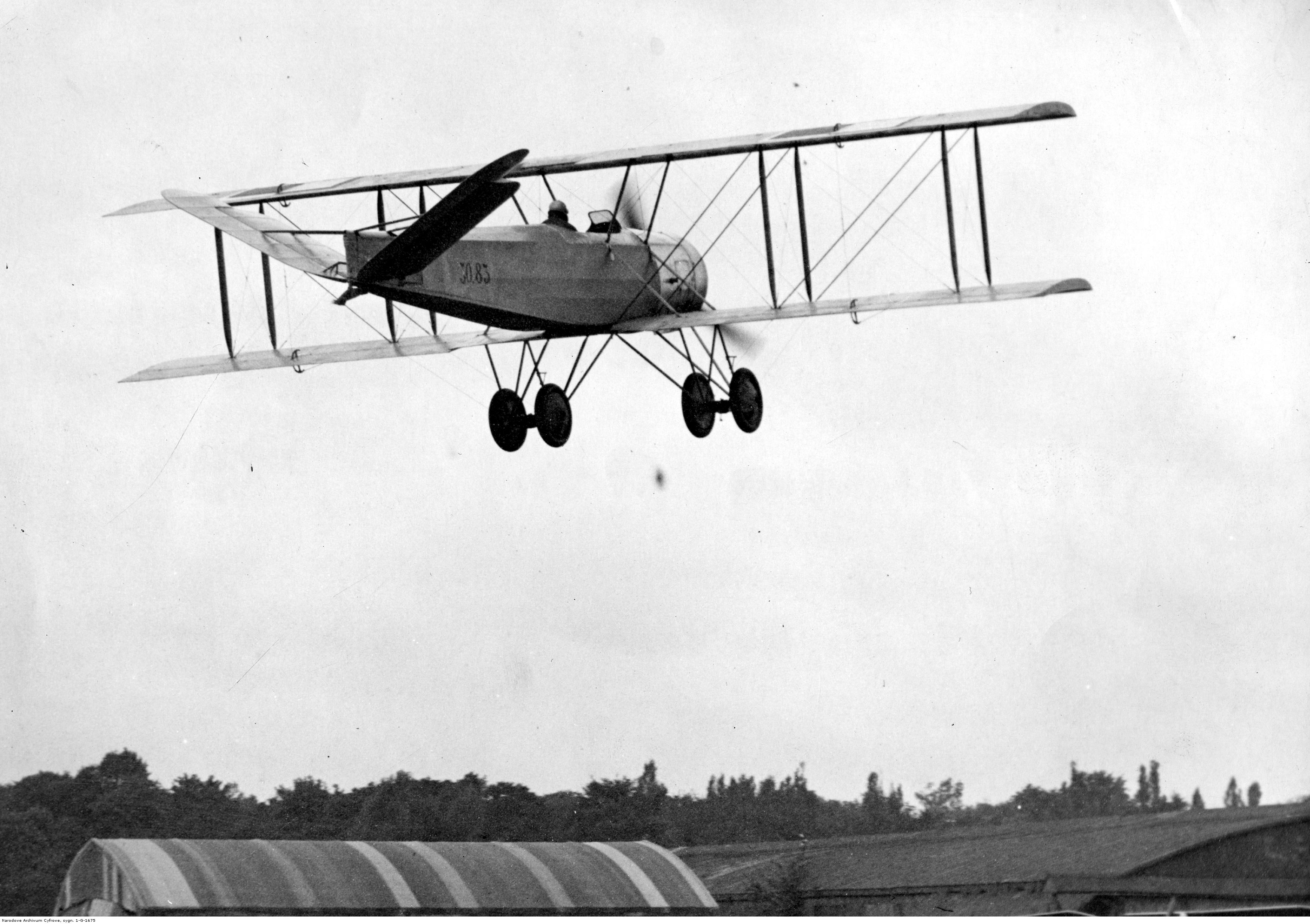
Samolot Hanriot H-28 z usterzeniem motylkowym w locie

Ukończył gimnazjum klasyczne w Odessie. Od najmłodszych lat przejawiał zainteresowania i zdolności techniczne: w 1907 roku skonstruował aparat telegraficzny, w 1908 r. uzyskał II nagrodę Akademii Sztuk Pięknych na Wszechrosyjskiej Wystawie Rysunków Szkolnych. W tym samym roku zbudował serię wielkich latawców.
3 marca 1909 roku wykonał pierwsze loty szybowcowe na własnych konstrukcjach. Zimą 1910 roku na Wystawie Przemysłowej i Handlowej w Odessie wystawił szybowiec własnej konstrukcji, za co otrzymał dyplom uznania. W latach 1912–1913 pracował nad projektem samolotu R-1, który został zbudowany w 1914 roku. Oblot został wykonany pod nieobecność konstruktora, w późniejszych lotach samolot uległ zniszczeniu.
Po wybuchu I wojny światowej 1 maja 1915 roku otrzymał powołanie do armii carskiej i został skierowany do szkoły oficerskiej w Odessie. Po jej ukończeniu otrzymał przydział do eskady 8 Korpusu na froncie południowo-wschodnim. W 1916 roku został odkomenderowany na kurs pilotażu do Symferopola. Powrócił do rodzimej jednostki, gdzie brał udział w walkach do 1917 roku. Był w trakcie walk dwukrotnie zestrzelony, został odznaczony Orderem Św. Włodzimierza z Mieczami.
16 grudnia 1917 roku wstąpił do I Korpusu gen. Józefa Dowbor-Muśnickiego. 9 stycznia 1918 roku został wysłany jako kurier do Francji, gdzie wstąpił do oddziałów lotniczych armii polskiej generała Józefa Hallera. Odbył przeszkolenie lotnicze w Dijon, ukończył szkołę lotniczą w Pau oraz szkołę walki powietrznej w Biscarrosse.
25 lutego 1919 roku przyjechał do Polski w składzie pierwszej międzynarodowej misji wojskowej. Ostatecznie powrócił do kraju 9 maja 1919 roku i we wrześniu został dowódcą 16. Eskadry Wywiadowczej. Wziął udział w wyprawie kijowskiej, ofensywie na Grodno i zajęciu Wilna. W 1921 roku został odznaczony Krzyżem Walecznych.
W 1921 roku został skierowany do Ecole Superiere d’Aeronautique, francuskiej uczelni lotniczej, którą ukończył w 1922 r. z najlepszym odznaczeniem przyznanym za projekt dyplomowy samolotu. W latach 1922–1925 pracował w Polskiej Wojskowej Misji Zakupów w Paryżu, w latach 1925–1926 był szefem działu doświadczalnego i laboratoryjnego w Instytucie Badań Technicznych Lotnictwa w Warszawie. Z IBTL został zwolniony 25 grudnia 1926 roku.
W 1927 roku został kierownikiem biura konstrukcyjnego i pełnił funkcję głównego konstruktora w firmie Plage i Laśkiewicz w Lublinie produkującej samoloty. W Lublinie zaprojektował wiele typów samolotów wojskowych oraz cywilnych. Pod jego kierownictwem skonstruowano 11 prototypów samolotów. Miały one oznaczenie zaczynające się od R – pierwszej litery nazwiska konstruktora. Były to samoloty rozpoznawcze: R.VIII, R.X, sportowy R.XII, a także samolot pasażerski R.IX. Pod koniec lat dwudziestych opracował pierwsze w kraju wciągane podwozie. W latach 1928–1931 opracował usterzenie motylkowe (tzw. usterzenie Rudlickiego), które zostało opatentowane w 1930 roku (patent nr 15938) i przetestowane w jego prototypowych konstrukcjach – m.in. w Hanriot H-28 i Lublin R.XIII. Innym nowatorskim rozwiązaniem było schodkowe usytuowanie kabin ucznia i instruktora. Po raz pierwszy zastosował je w 1934 roku w samolocie Lublin R.XIII przeznaczonym do treningu pilotów przed międzynarodowymi zawodami lotniczymi Challenge 1934.
Po upadku w 1935 roku zakładów E. Plage i T. Laśkiewicz został zwolniony. Zajął się pracą we własnym majątku Olbięcin pod Kraśnikiem, gdzie zajmował się doświadczeniami agrarnymi i pracą społeczną.
W 1939 roku został zmobilizowany i przydzielony do parku 4. Pułku Lotniczego. Po klęsce wrześniowej przedostał się do Francji, gdzie trafił do fabryki Poteza w Casablance. Po upadku Francji został ewakuowany do Wielkiej Brytanii, od września 1940 r. pracował w Burtonwood Repair Depot. Opracował tu szereg wynalazków i patentów: barometryczny wyrzutnik ulotek, wyrzutnik flar oświetleniowych i in. 1 lutego 1943 roku rozpoczął współpracę z firmą Lockheed gdzie zajmował się przekonstruowaniem drzwi bombowych w B-26 Marauder oraz rozwinął koncepcję wyrzutnika bomb opracowaną przez innego przedwojennego polskiego wynalazcę Władysława Świąteckiego. Jego modyfikacja tej konstrukcji została wykorzystana w konstrukcji wyrzutnika przeznaczonego do bombardowań powierzchniowych z dużej wysokości, które zastosowane były w bombowcach amerykańskich B-17 Flying Fortress.
23 kwietnia 1945 roku otrzymał propozycję wyjazdu do USA, 7 maja objął stanowisko konstruktora w Republic Aviation, gdzie pracował przez następne 16 lat. Brał udział w opracowaniu samolotów F-84 Thunderjet oraz F-84F Thunderstreak.
W 1961 roku przeszedł na emeryturę i zamieszkał na Florydzie.

## Życie prywatne
Syn Walerego, inżyniera chemika, i Teresy z Urbańskich, miał 3 siostry.
Był trzykrotnie żonaty (w 1920 – z Marią z Glińskich, w 1935 – z Jadwigą z Szaneckich i w 1953 – z Zofią z Sukniewiczów 1. v. Surmińską). Z pierwszego małżeństwa miał syna Jerzego (1921–1942), który zginął jako obserwator samolotowy Polskich Sił Powietrznych w Wielkiej Brytanii, z drugiego córkę Teresę (ur. 1938), zamężną Budaszewską. Zmarł na Florydzie 18 sierpnia 1977 r. Został pochowany na cmentarzu polskim w Doylestown.

## Ordery i odznaczenia
- Krzyż Walecznych (1921)
- Złoty Krzyż Zasługi
- Kawaler Orderu Legii Honorowej (Francja)
- Order Świętego Włodzimierza z Mieczami (Imperium Rosyjskie)
- czechosłowacka Odznaka Pilota (1929)[11]
- rumuńska Odznaka Pilota (1929)[12]